# Čang Liang (Západní Chan)
Čang Liang (čínsky pchin-jinem Zhāng Liáng, znaky zjednodušené 张良, tradiční 張良, † 186 př. n. l.), zdvořilostní jméno C’-fang (čínsky pchin-jinem Zǐfáng, znaky 子房), byl čínský politik počátků říše Chan. Pocházel z aristokratického rodu středočínského státu Chan, zapojil se do odboje proti říši Čchin, která sjednotila Čínu. Po vypuknutí protičchinského povstání Čchen Šenga se přidal k rebelům. Patřil k rádcům kolem Liou Panga, zakladatele říše Chan.

## Život
Čang Liang se narodil v Sin-čengu (新鄭; moderní Čeng-čou v provincii Che-nan), hlavním městě království Chan. Jeho předkové zaujímali vysoké funkce v chanské vládě. Roku 230 př. n. l. bylo království Chan dobyto království Čchin v rámci jejich boje za sjednocení Číny. Roku 221 po dobytí všech čínských států přijal čchinský král císařský titul – stal se Prvním svrchovaným císařem Čchinů, Čchin Š’-chuang-tim. Čang Liang se pokusil císaře zabít během jedné z jeho cest, avšak neuspěl a musel se skrývat, proto odešel do Sia-pchi (下邳, moderní Suej-ning 睢寧 v provincii Ťiang-su).
Roku 209 př. n. l. vypuklo povstání Čchen Šenga proti říši Čchin. Čang Liang zorganizoval vlastní ozbrojený oddíl, ale záhy se přidal k jinému povstaleckému vůdci, Liou Pangovi, kterému sloužil jako generál a moudrý rádce. Na jeho radu se Liou Pang zachoval mírně a ohleduplně k obyvatelstvu čchinského hlavního města a okolí, dobytého Liou Pangovou armádou koncem roku 207 př. n. l. a po příchodu Siang Jüa s armádou zabránil vypuknutí otevřeného nepřátelství mezi Liou Pangem a Siang Jüem.
Poté, co, se roku 206 př. n. l. Siang Jü rozdělil Čínu mezi povstalecké generály a Liou Pang se stal králem z Chan (čínsky pchin-jinem Hàn, znaky tradiční 漢, v jihozápadní Číně), přidal se Čang Liang k Chan Čchengovi, králi obnoveného státu Chan (čínsky pchin-jinem Hán, znaky tradiční 韓, ve střední Číně) jako jeho kancléř. Ještě roku 206 př. n. l. však Siang Jü Chan Čchenga nahradil Čeng Čchangem. Koncem roku Čang Liang znovu přešel k Liou Pangovi, který ho přijal a udělil mu titul markýze z Čcheng-sinu. Na straně Liou Panga se poté účastnil války mezi Liou Pangem a Siang Jüem o nadvládu nad Čínou.
Roku 202 př. n. l. Liou Pang zvítězil, sjednotil Čínu do říše Chan a prohlásil se císařem. Čang Liang roku 202 př. n. l. obdržel titul markýze z Liou (留), nezastával sice žádný úřad, ale zůstal respektovaným rádcem císaře, který účastnil řešení nejzávažnějších politických otázek, např. podpořil umístění hlavního města (Čchang-anu) u čchinského Sien-jangu, v debatách o následníku trůnu podpořil práva pozdějšího císaře Chuej-tiho.
Zemřel roku 186 př. n. l., za jeho zásluhy ho císař Chuej-ti poctil posmrtným jménem markýz Wen-čcheng z Liou (留文成侯).
Čang Liang, je líčen v knize Wu-šuang pchu (neboli Seznam jedinečných hrdinů).